# 陸來
陸來，浙江归安人，清朝政治人物。附生出身。
嘉庆二年（1797年），擔任清朝廣州府新安縣知縣。后由張宗豳接任。